# Südwest-Territorium

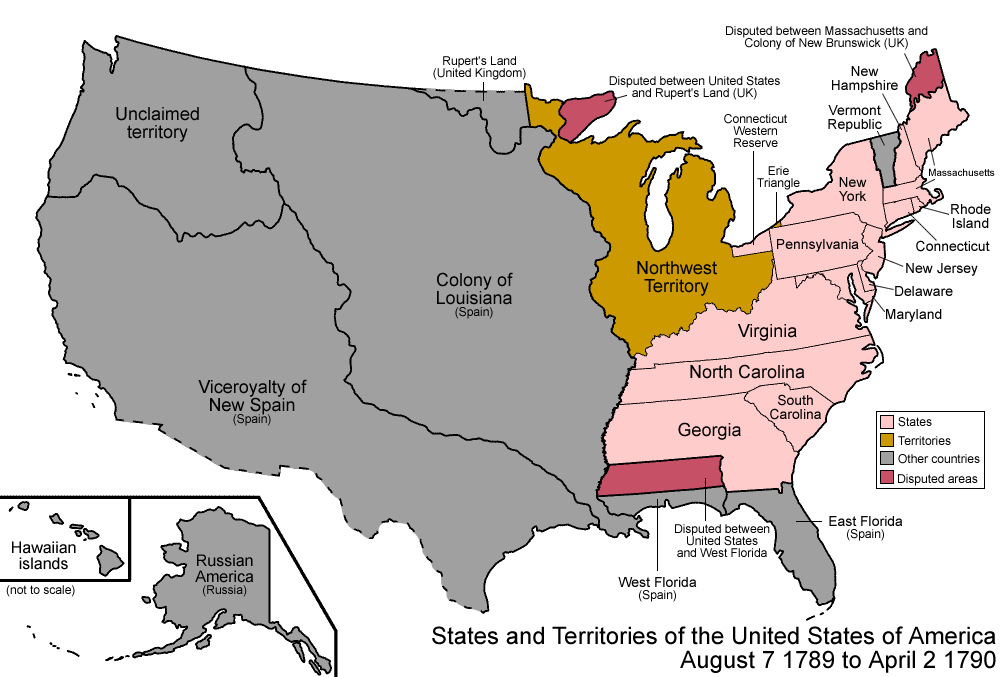
Karte der Vereinigten Staaten zwischen 1789 und 1790

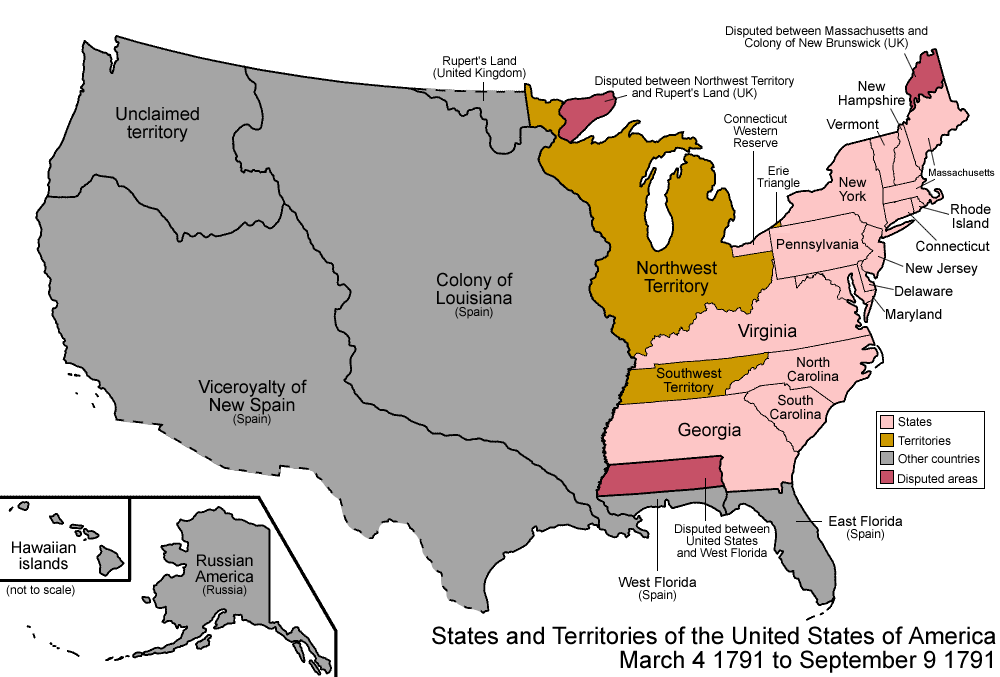
Karte der Vereinigten Staaten 1791

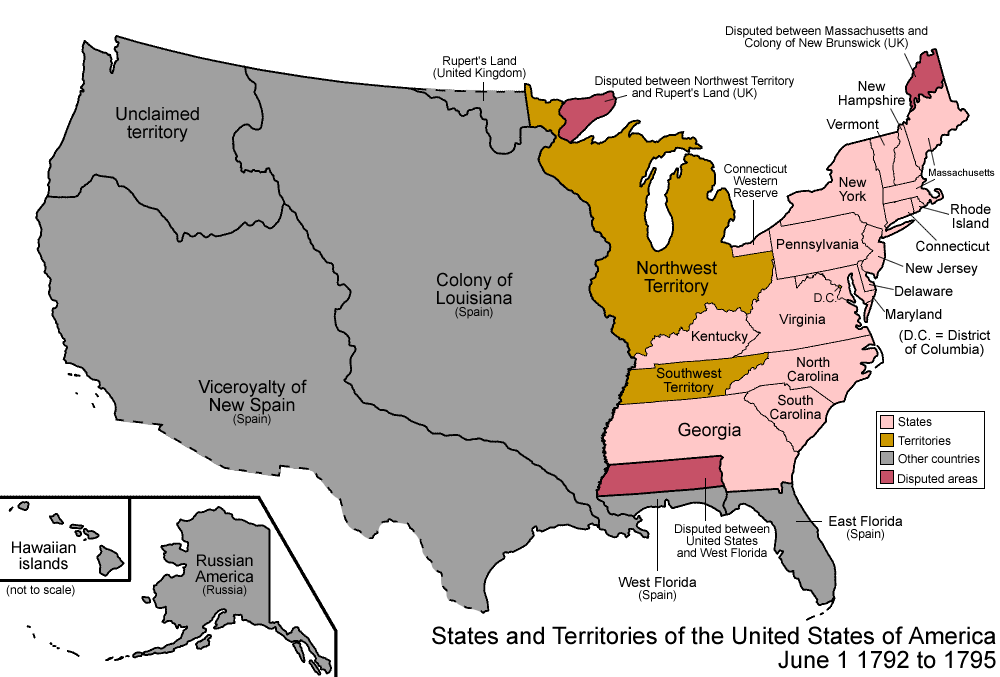
Karte der Vereinigten Staaten zwischen 1792 und 1795

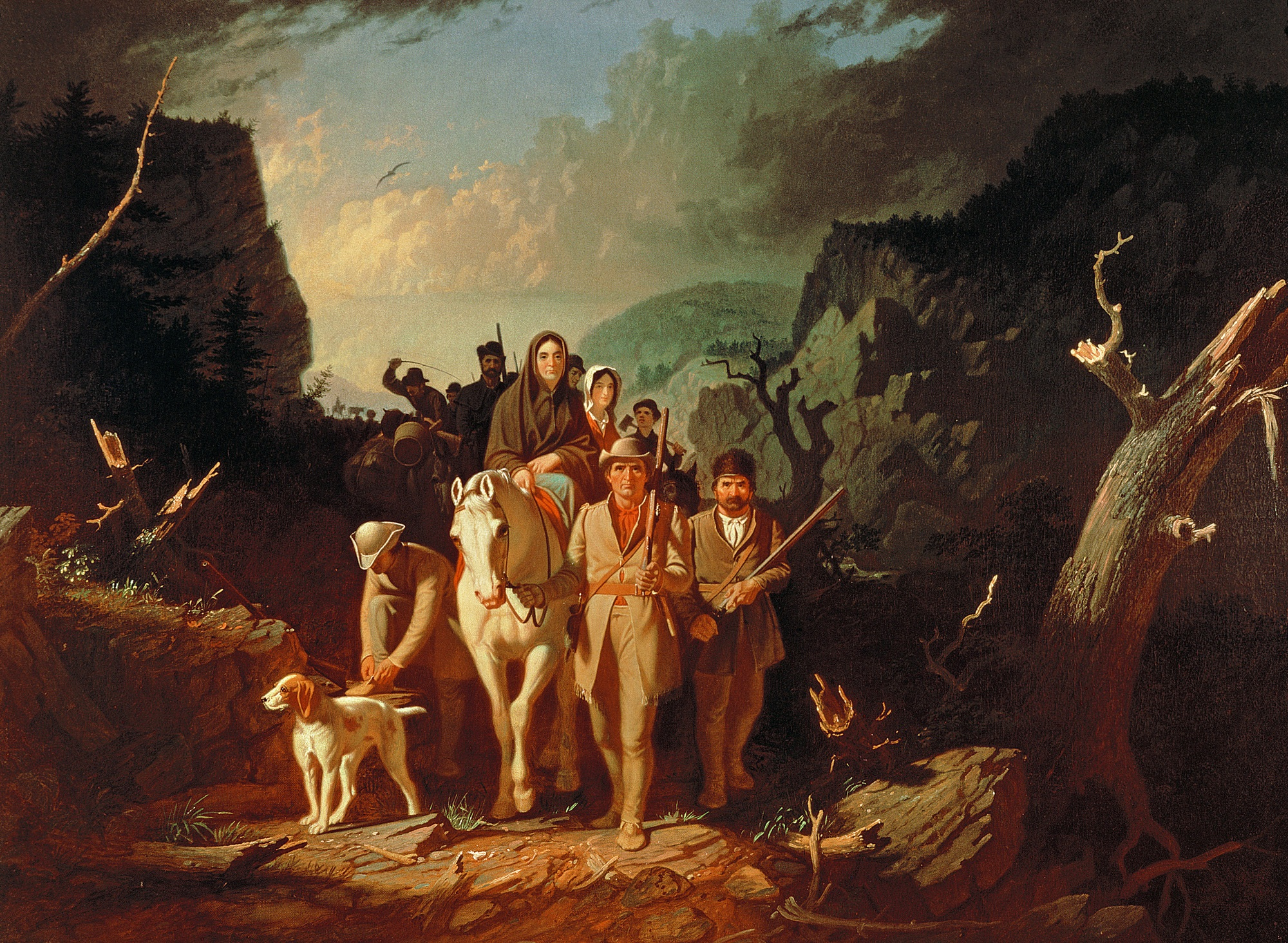
„Daniel Boone führt Siedler über Cumberland Gap“ (George Caleb Bingham, 1851–1852)

Das Südwest-Territorium, auch Territorium südlich des Ohio Rivers, war ein historisches Hoheitsgebiet der Vereinigten Staaten, das vom 26. Mai 1790 bis zum 1. Juni 1796 bestand. Am 1. Juni 1796 wurde ein Teil des Territoriums unter dem Namen „Tennessee“ als 16. Bundesstaat in die Union aufgenommen.
Das Südwest-Territorium wurde auf Grundlage der Southwest Ordinance (Südwest-Verordnung) als erstes Territorium der Vereinigten Staaten geschaffen. Es bestand aus dem Land, das North Carolina der US-Bundesregierung überlassen hatte. Der Name „Territorium südlich des Ohio Rivers“ suggeriert ein viel größeres Gebiet als das des heutigen Tennessee. Obwohl Kentucky ebenfalls südlich des Ohio Rivers lag, war es 1790, als das Südwest-Territorium organisiert wurde, noch ein Teil Virginias; dies blieb es bis zum 1. Juni 1792, als Kentucky als Staat in die Union aufgenommen wurde. Das Land südlich des heutigen Tennessees wurde teils von Georgia beansprucht und teils von Spanien. Ein Teil dieses Landes wurde 1798 als Mississippi-Territorium organisiert.
Nicht zu verwechseln ist das historische Südwest-Territorium mit dem modernen Südwesten der Vereinigten Staaten.

## Geschichte
Während der Kolonialzeit war das Land, welches später das Südwest-Territorium bilden sollte, Teil von North Carolinas Landzuweisung. Allerdings hinderten die Smoky Mountains und die Blue Ridge Mountains North Carolina daran, eigenes Interesse an dem Territorium zu verfolgen; dies führte dazu, dass Siedler, Handel und politisches Interesse überwiegend aus Virginia und South Carolina kamen.
Fort Watauga (bei Sycamore Shoals) im heutigen Elizabethton (Tennessee) bildete den Schauplatz des Transylvania Purchase. Im März 1775 traf sich dort Richard Henderson, Grundstücksspekulant und Richter in North Carolina, mit mehr als 1.200 Cherokees, darunter den Cherokee-Führern Attakullakulla, Oconostota und Dragging Canoe. Im Vertrag von Sycamore Shoals, auch bekannt als Vertrag von Watauga, erwarb Henderson das gesamte Land, das zwischen dem Cumberland River, den Cumberland Mountains und dem Kentucky River sowie südlich des Ohio River lag. Das beschriebene Land, 20 Millionen Acres (80.000 km²), umfasste ein Gebiet halb so groß wie der heutige Staat Kentucky. Allerdings verstieß Hendersons Kauf gegen die Gesetze North Carolinas und Virginias sowie gegen die Königliche Proklamation von 1763, die den privaten Erwerb von Land von Ureinwohnern untersagte. Henderson war der Annahme, dass ein neues britisches Rechtsgutachten (die Camden-Yorke Opinion) solch einen Kauf legalisierte.
Vor Abschluss des Vertrages von Sycamore Shoals hatte Henderson Daniel Boone, einen erfahrenen Jäger, der Kentucky erforscht hatte, eingestellt, um zu den Cherokee-Dörfern zu reisen und die Ureinwohner über die bevorstehende Verhandlungen zu informieren. Danach wurde Boone angeheuert, einen Weg zu markieren, der bekannt wurde als „Wilderness Road“, die durch Cumberland Gap, einen Pass durch die Cumberland Mountains, in das zentrale Kentucky führte. Zusammen mit etwa dreißig Holzfällern markierte Boone einen Weg zum Kentucky River, wo er nahe dem heutigen Lexington Boonesborough gründete, das als Hauptstadt von Transylvania vorgesehen war. Es entstanden weitere Siedlungen wie Harrodsburg. Viele Siedler kamen auf eigene Initiative nach Kentucky und erkannten die Autorität von Transylvania nicht an. Eine historische Markierung des Daniel Boone Trail wurde knapp außerhalb der Innenstadt im Geschäftsviertel von Elizabethton gefunden.
Zu Beginn des Amerikanischen Unabhängigkeitskrieges wurde Fort Watauga bei Sycamore Shoals 1776 durch Dragging Canoe angegriffen, da er und sein Volk, die Chickamauga, gegen den Transylvania Purchase und das Grenzfort Watauga an den Ufern des Watauga Rivers waren.
Zwischen 1777 und 1778 gliederte North Carolina einen Teil des Territoriums in Counties, missachtete dabei jedoch die Belange der Siedler nach Grundleistungen und Verteidigung gegen die Ureinwohner.
Fort Watauga diente am 26. September 1780 als Sammelpunkt für die Overmountain Men, die den Treck über die Appalachen vorbereiteten. Zudem wurde es angegriffen und verteidigt gegen die britische Armee bei der Schlacht von Musgrove Mill in South Carolina und später bei der Schlacht von Kings Mountain in North Carolina.
Vor dem Unabhängigkeitskrieg wurde in den Vereinigten Staaten nur wenig Schießpulver hergestellt; zumeist wurde es aus Großbritannien importiert. Im Oktober 1777 hatte das Britische Parlament ein Importverbot von Schießpulver nach Amerika erlassen. Daraufhin produzierten Mary Patton und ihr Ehemann in ihrer Gap Creek-Pulvermühle fünfhundert Pfund Schwarzpulver für die Overmountain Men. Diese lagerten es in der ersten Regennacht in einer trockenen Höhle, die als Shelving Rock bekannt ist und nahe dem Roan Mountain liegt. Die Overmountain Men kämpften im Januar 1781 gegen die Briten bei der Schlacht von Cowpens in South Carolina.
1784 bildeten einige Counties innerhalb des Gebietes von Nordost-Tennessee den Staat Franklin. John Sevier wurde zum Gouverneur ernannt und das Gebiet begann als ein unabhängiger Staat zu agieren, der allerdings nicht vom US-Kongress anerkannt wurde. Zeitgleich machten Siedler im anderen Teil von Tennessee Annäherungsversuche für eine Allianz mit Spanien, das zu dieser Zeit den unteren Mississippi kontrollierte. Als dann North Carolina begann, seine Kontrolle wieder geltend zu machen, hörte 1788 der Staat Franklin schnell auf zu existieren.
North Carolina ratifizierte 1789 die US-Verfassung. Als Bedingung für einen Beitritt zur Union trat es seinen Anspruch auf das Territorium westlich der Smoky Mountains ab. Dies geschah mittels eines Gesetzes, das die North Carolina General Assembly verabschiedete. Die Urkunde für die Übertragung des Landes wurde am 25. Februar 1790 dem 1. US-Kongress vorgelegt und durch diesen am 2. April 1790 akzeptiert. Am 26. Mai 1790 wurde das Territorium formell als „Territorium südlich des Ohio-River“ organisiert. Präsident George Washington ernannte William Blount zum Territorialgouverneur und Rocky Mount wurde die erste Hauptstadt des Territoriums. Ende 1791 ermutigte Blount George Roulstone, in Rogersville Tennessees erste Zeitung, The Knoxville Gazette, zu publizieren.
Währenddessen entschied Blount, die territoriale Hauptstadt nach White’s Fort zu verlegen, das er in Knoxville umbenannte. Grundstücksspekulation wurde zu einem florierenden Geschäft im neuen Territorium, und die meisten prominenten Politiker hatten Anteil daran. Die wachsenden weißen Siedlungen dehnten sich – ungeachtet der Regierungsverbote – mehr und mehr über das Land der Ureinwohner aus. 1792 griffen Cherokee und Creek die Siedler im Gebiet um Cumberland an. Daraufhin bildeten die Siedler in diesem Gebiet eine lokale Miliz, und in der Nickajack Expedition von 1794 zerstörten sie einige Dörfer der Chickamauga.
Als der US-Kongress das Südwest-Territorium organisierte, bestimmte er, dass alle Regelungen der Northwest Ordinance, außer der Beschränkung bezüglich der Sklavenhaltung, als mutatis mutandis auch für das Südwest-Territorium Anwendung finden sollten. Insbesondere legte Abschnitt 12 fest, dass eine territoriale Legislative gebildet werden sollte und ein nicht stimmberechtigter Delegierter in den US-Kongress gewählt werden könnte. Am 3. September 1794 wählte die territoriale Regierung James White als Delegierten für den US-Kongress aus. Allerdings war dies ziemlich kontrovers: Die Northwest Ordinance wurde durch den Einkammerkongress unter den Konföderationsartikeln verabschiedet und es war nicht eindeutig, ob dieser Delegierte ein Mitglied des US-Repräsentantenhauses, des US-Senats oder beiden sein würde. Außerdem gab es Zweifel über die Rechtsstaatlichkeit solch eines Delegierten. Trotz alledem wurde er am 18. November, eine Woche nach Whites Credentials, dem Haus vorgestellt und nach zwei Tagen der Debatte wurde White der erste Delegierte im US-Repräsentantenhaus. Er war der einzige Delegierte des Südwest-Territoriums.
1795 ergab eine Volkszählung, dass es genügend Einwohner für ein Gesuch um Eigenstaatlichkeit gab, und ein Referendum wies eine Drei-Viertel-Mehrheit zugunsten eines eigenen Staates aus. Gouverneur Blount berief einen Verfassungskonvent ein, und Delegierte entwarfen eine Staatsverfassung. John Sevier wurde zum Gouverneur gewählt, die neue Legislative wählte Blount und William Cocke in den US-Senat sowie Andrew Jackson in das US-Repräsentantenhaus.
Das Südwest-Territorium war das erste Bundesterritorium, das nach einem Gesuch in die Union aufgenommen wurde, daher gab es Meinungsverschiedenheiten im US-Kongress über den Ablauf. Trotzdem wurde Tennessee am 1. Juni 1796 als 16. Bundesstaat in die Union aufgenommen. Das Südwest-Territorium hörte an diesem Punkt auf zu existieren.